# Языковая ассимиляция
Ассимиляция, или языковой сдвиг, — процесс прекращения использования тем или иным языковым сообществом своего родного языка и переход на другой, как правило, более престижный язык. Чаще всего языковая ассимиляция происходит в том случае, когда какое-либо языковое сообщество оказывается в меньшинстве в иноэтничном окружении. Различаются два типа ассимиляции: с сохранением знания языка своей национальности и с полной потерей знания его.
Усвоение другого языка может быть вызвано завоеванием одним народом другого, колонизацией земель, эмиграцией и в других ситуациях и условиях. При покорении автохтонного населения после достаточно длительного периода двуязычия язык завоевателей становится всеобщим и единственным, хотя и претерпевает большие или меньшие изменения под воздействием побеждённого и исчезнувшего на данной территории национального языка. Языковая ассимиляция во многом связана с языковым шовинизмом, и является одним из эффективных средств культурной и этнической ассимиляции другого народа. Язык пришельцев или язык духовно-культурной экспансии проникает в общение ассимилируемого народа через торговлю, административную коммуникацию, документацию, образование и другие каналы, также ассимиляция языка может проходить насильственным путём, путём востребованностью определенного языка в данном регионе или же под давлением политических элит.
При этом, согласно исследованиям Карла Дойча, языковая ассимиляция происходит довольно медленно: около 0,1 % (естественная) и 0,5 % (искусственно ускоренная) поглощаемого этноса в год. Крайне редко происходит обратный языковой сдвиг, то есть возврат к ранее использовавшемуся языку, ставшему мёртвым. Примером является восстановление иврита в Израиле в XX веке.

## В России
Многие народы в России при сохранении национального самосознания подвергаются языковой ассимиляции.